# مقبرة الحسن البصري
مقبرة الحسن البصري هي مقبرة في محلّة المربد في مدينة الزبير في غرب محافظة البصرة بجنوب العراق من أقدم المقابر في العالم الإسلامي، أول مَن دُفِنَ فيها كان الحسن البصري، المتوفى سنة 110 هـ/728م، ثم ما زال يُدفن فيها عبر القرون، كانت المقبرة في مدينة البصرة الأولى التي أسسها عتبة بن غزوان، ثم لمّا انتقل أكثر أهل البصرة الأولى إلى البصرة الجديدة شرقاً، صارت البصرة الأولى اسمها الزبير على اسم الصحابي المدفون فيها الزبير بن العوام ابن عمة الرسول محمد، كان موقع مدينة الزبير جزءاً من مدينة البصرة الأولى التي أُسّست سنة 14 الهجرية، وصارت البصرة حاضرة كبيرة مشهورة ثم هُجرت مدة، ولم يبق فيها غير الأعراب يعلمون هناك في خدمة القوافل المارة، ولخدمة دفن الموتى من أهل البصرة الحالية، وبقي في الزبير أطلال جامع البصرة القديم ومقبرة الحسن البصري وقبر الصحابي الزبير بن العوام، حتى سنة 1571 الميلادية حين أمر السلطان العثماني سليم الأول ببناء قبة فوق ضريح الزبير بن العوام، فصار حوله التجمع السكاني الأول من أهالي البصرة الذين كانوا يعملون في إحضار موتى البصرة الحالية إلى مقبرة الحسن البصري ودفنهم فيها،

## الموقع الجغرافي
قال عبد القادر باش أعيان "أما المربد الآن فهو مكان صلاة العيد عند أهل الزبير شمال مقبرة الحسن البصري..وأنشئ على القسم الغربي منه مقبرة الحسن البصري". وذكر ابن بطوطة أن قبور الصحابة والتابعين في خارج سور البصرة ومن بينها الحسن البصري، كانت المقبرة خارج بلدة الزبير حتى أواخر القرن التاسع عشر الميلادي حين أصبحت قريبة جدا من البلدة، وهي للمسلمين السنة إذ كان الشيعة ولا سيما خاصتهم وعلماؤهم وأثرياؤهم ينقلون رفات أمواتهم إلى النجف، ولم تكن مقبرة الحسن البصري لكل أهل السنة بلواء البصرة بل كانت لأهالي الزبير وأغنياء ووجهاء وعلماء لواء البصرة، وبنى الوجيه الزبيري الحاج محمد سليمان العقيل سورين للمقبرة.

## مدفونو المقبرة
مقبرة الحسن البصري هي المقبرة العمومية في الزبير، وبعد أن دُفن بأرضها الحسن البصري، أخذ الناس يدفنون بجواره، وفيها قبور لكثير من المشهورين عبر التاريخ، كالحسن البصري وتلميذه ابن سيرين ورابعة العدوية، وبدر شاكر السياب والشاعر الفرزدق البصري.

### رفات الحروب
في سنة 2009 دُفنَ في المقبرة رفات 480 جندياً عراقياً من حرب القادسية الثانية، ومعركة أم المعارك، بعد موافقة ديوان الوقف السني.

## استثمار المقبرة
في شهر أيلول سنة 2020 أُعلنَ عن سعي دائرة الاستثمار لتجريف مقبرة الحسن البصري واتخاذها مجمعاً تجارياً، وقال حينئذٍ محمد الملا مديرُ الوقف السني إن تلك المحاولات المجهولة "تسعى إلى تجريف تاريخ وإرث ومذهب أهل السنة في البصرة، والذي يعود تاريخها إلى العصور الأولى للإسلام، أهل المذهب السني في محافظة البصرة لا يزالون يدفنون موتاهم في مقبرة الإمام الحسن البصري"، ورفضت حكومة محافظة البصرة ذلك وقالوا "نحن كحكومة محلية رفضنا هذا الأمر بشدة، حيث وجه المحافظ أسعد العيداني السلطات المحلية في قضاء الزبير بمنع تجريف المقبرة على الفور"